# Кубок світу з біатлону 2016—2017, мас-старт, жінки
Залік гонок із масовим стартом серед жінок у рамках Кубка світу з біатлону 2016-17 складатиметься з 5 гонок. Свій титул володарки малого кришталевого глобусу відстоюватиме чешка Габріела Коукалова.

## Формат
У гонках з масовим стартом беруть участь 30 біатлоністок, стартуючи водночас. Переможцем стає та з них, яка першою перетне фінішну лінію. Гонка проводиться на дистанції 10 км, спортсменки долають 5 кіл і чотири рази виконують стрільбу: двічі з положення лежачи й двічі з положення стоячи. Перша стрільба виконується на установці, що відповідає стартовому номеру спортсменки, далі - в порядку прибуття біатлоністок на стрільбу. На кожній стрільбі біатлоністка повинна влучити в 5 мішеней. За кожен невлучний постріл вона карається додатковим колом довжиною 150 м.

## Призери попереднього сезону
| Медаль  | Біатлоністка       | Очки |
| ------- | ------------------ | ---- |
| Золото: | Габріела Соукалова | 241  |
| Срібло: | Марі Дорен-Абер    | 236  |
| Бронза: | Лаура Дальмаєр     | 228  |

## Переможці й призери гонок
| Гонка:                                                                               | Золото:                  | Час               | Срібло:                  | Час               | Бронза:                    | Час               |
| Нове Место Протокол [Архівовано 12 лютого 2021 у Wayback Machine.]                   | Габріела Коукалова Чехія | 34:42.1 (0+1+0+0) | Лаура Дальмаєр Німеччина | 34:45.2 (2+0+0+0) | Доротея Вірер Італія       | 34:51.8 (1+0+0+0) |
| Обергоф Протокол [Архівовано 9 січня 2017 у Wayback Machine.]                        | Габріела Коукалова Чехія | 37:20.5 (0+0+0+0) | Лаура Дальмаєр Німеччина | 37:52.0 (0+0+1+0) | Ева Пускарчикова Чехія     | 38:05.9 (0+0+0+0) |
| Антерсельва Протокол [Архівовано 31 січня 2017 у Wayback Machine.]                   | Надін Горхлер Німеччина  | 36:11.5 (0+0+0+0) | Лаура Дальмаєр Німеччина | 36:14.6 (1+0+0+2) | Габріела Коукалова Чехія   | 36:19.5 (1+1+0+0) |
| Чемпіонат світу, Гохфільцен Протокол [Архівовано 20 березня 2017 у Wayback Machine.] | Лаура Дальмаєр Німеччина | 33:13.8 (0+0+0+0) | Сюзан Данклі США         | 33:18.4 (0+0+0+0) | Кайса Мякяряйнен Фінляндія | 33:33.9 (1+0+0+0) |
| Голменколен Протокол [Архівовано 21 березня 2017 у Wayback Machine.]                 | Тіріл Екгофф Норвегія    | 34:23.1 (0+0+1+0) | Габріела Коукалова Чехія | 34:45.7 (0+1+0+0) | Кайса Мякяряйнен Фінляндія | 34:57.6 (0+0+1+1) |

## Поточна таблиця
| #  | Біатлоністка                | НОВ | ОБЕ | АНТ | ЧС | ГОЛ | Разом |
| -- | --------------------------- | --- | --- | --- | -- | --- | ----- |
|    | Габріела Коукалова (CZE)    | 60  | 60  | 48  | 43 | 54  | 265   |
| 2  | Лаура Дальмаєр (GER)        | 54  | 54  | 54  | 60 | 32  | 254   |
| 3  | Кайса Мякяряйнен (FIN)      | 34  | 34  | 43  | 48 | 48  | 207   |
| 4  | Юлія Джима (UKR)            | 22  | 40  | 31  | 38 | 31  | 162   |
| 5  | Доротея Вірер (ITA)         | 48  | 24  | 24  | 34 | 26  | 156   |
| 6  | Марі Дорен-Абер (FRA)       | 36  | 27  | 40  | 36 | 8   | 147   |
| 7  | Селіна Гаспарен (SUI)       | 28  | 36  | 22  | 23 | 30  | 139   |
| 8  | Ванесса Гінц (GER)          | 43  | 20  | 34  | 21 | 14  | 132   |
| 9  | Франциска Гільдебранд (GER) | 20  | 38  | 20  | 8  | 40  | 126   |
| 10 | Ева Пускарчикова (CZE)      | 24  | 48  | 30  | 10 | 12  | 124   |
| 11 | Сюзан Данклі (USA)          | —   | 32  | 14  | 54 | 21  | 121   |
| 12 | Тіріл Екгофф (NOR)          | 30  | —   | —   | 29 | 60  | 119   |
| 13 | Анаїс Шевальє (FRA)         | 27  | 16  | 23  | 28 | 24  | 118   |
| 14 | Надія Скардіно (BLR)        | 23  | 23  | 16  | 25 | 28  | 115   |
| 15 | Жустін Бреза (FRA)          | 29  | 22  | 26  | 6  | 29  | 112   |
| 16 | Марте Олсбю (NOR)           | 40  | 31  | 6   | 4  | 25  | 106   |
| 17 | Тетяна Акімова (RUS)        | 31  | 28  | 25  | 16 | 4   | 104   |
| 18 | Галина Вишневська (KAZ)     | 18  | 43  | 28  | —  | 10  | 99    |
| 19 | Анна Магнуссон (SWE)        | 14  | 30  | 36  | —  | 16  | 96    |
| 20 | Вероніка Віткова (CZE)      | 25  | —   | 27  | —  | 43  | 95    |
| 21 | Ліза Тереза Гаузер (AUT)    | 32  | DNF | 29  | 12 | 20  | 93    |
| 22 | Алексія Рунггальдьєр (ITA)  | —   | —   | 38  | 32 | 18  | 88    |
| 23 | Анаїс Бескон (FRA)          | 21  | 10  | 12  | —  | 36  | 79    |
| 24 | Марен Гаммершмідт (GER)     | —   | 21  | 21  | —  | 22  | 64    |
| 24 | Марі Лаукканен (FIN)        | 16  | —   | 10  | —  | 38  | 64    |
| 26 | Тея Грегорін (SLO)          | —   | —   | —   | 40 | 23  | 63    |
| 27 | Надін Горхлер (GER)         | —   | —   | 60  | —  | —   | 60    |
| 28 | Пауліна Фіалкова (SVK)      | —   | —   | —   | 31 | 27  | 58    |
| 29 | Дарія Домрачева (BLR)       | —   | —   | —   | 22 | 34  | 56    |
| 30 | Олена Підгрушна (UKR)       | 26  | 25  | —   | —  | —   | 51    |
| #  | Біатлоністка                | НОВ | ОБЕ | АНТ | ЧС | ГОЛ | Разом |
| 31 | Федеріка Санфіліппо (ITA)   | 12  | 8   | 4   | 20 | 6   | 50    |
| 32 | Селія Емоньє (FRA)          | 6   | 14  | 2   | 24 | 2   | 48    |
| 33 | Франциска Пройс (GER)       | 38  | —   | —   | —  | —   | 38    |
| 34 | Лена Гекі (SUI)             | 8   | 18  | 8   | —  | —   | 34    |
| 35 | Кайя Вейєн Ніколайсен (NOR) | —   | —   | 32  | —  | —   | 32    |
| 36 | Ліза Віттоцці (ITA)         | —   | —   | —   | 30 | —   | 30    |
| 37 | Магдалена Гвіздон (POL)     | —   | 29  | —   | —  | —   | 29    |
| 38 | Моніка Гойніш (POL)         | 10  | —   | 18  | —  | —   | 28    |
| 39 | Анастасія Меркушина (UKR)   | —   | —   | —   | 27 | —   | 27    |
| 40 | Хардін Слооф (SWE)          | —   | 26  | —   | —  | —   | 26    |
| 40 | Ірина Старих (RUS)          | —   | —   | —   | 26 | —   | 26    |
| 42 | Анастасія Кузьміна (SVK)    | —   | —   | —   | 18 | —   | 18    |
| 43 | Клер Еган (USA)             | —   | —   | —   | 14 | —   | 14    |
| 44 | Росанна Кроуфорд (CAN)      | —   | 12  | —   | —  | —   | 12    |
| 45 | Тан Чзялінь (CHN)           | —   | 6   | —   | —  | —   | 6     |
| 46 | Ганна Фроліна (KOR)         | —   | 4   | —   | —  | —   | 4     |
| 46 | Фанні Гурн-Біркеланд (NOR)  | 4   | —   | —   | —  | —   | 4     |
| 48 | Катерина Аввакумова (KOR)   | —   | —   | —   | 2  | —   | 2     |

## Виноски
1. ↑  Standings Mass start  women. Архів оригіналу за 1 березня 2011. Процитовано 14 грудня 2016.